# Escola secundária Stuart Carvalhais
A Escola Secundária Stuart Carvalhais situa-se a norte da freguesia de Massamá. O muro que limita o perímetro da escola, a norte, separa as freguesias de Massamá e de Belas.
A Escola iniciou as suas actividades no princípio do 2.º período do ano lectivo de 1988/89, com o nome de "Escola Secundária n.º 2 de Queluz". Foi criada por Despacho ministerial de Setembro de 1988, alegadamente para suprir carências da rede escolar na antiga freguesia de Queluz.
Em 1993, após um amplo processo de consulta e debate, o Conselho Pedagógico propôs à Secretaria de Estado dos Ensinos Básico e Secundário, a atribuição do patrono "Stuart Carvalhais". Desde então, e depois da aprovação, a escola passou a denominar-se 
Escola Secundária Stuart Carvalhais.